# Тобонгу
Тобонгу́ (кор. 도봉구?, 道峰區?, новая романизация: Dobong-gu) — один из 25 районов Сеула, столицы Республики Корея. Обладает статусом самоуправления.

## Название
Название района происходит от расположенной на его территории горы Тобонсан (кор. 도봉산; высота — 739,5 м), которая входит в состав горного хребта Кванджу, который, в свою очередь, протянулся до Сеула от горного хребта Тхэбэк. Силуэт горы Тобонсан изображён на гербе района.

## Расположение на карте города
Тобонгу является самым северным районом Сеула. На западе граничит с районом Канбукку, на востоке — с Новонгу, а на севере с ним соседствуют города-спутники Сеула Ыйджонбу и Янджу.

## История

### Доисторический периодиКочосон
Предполагается, что впервые люди основали свои поселения на территории нынешнего Тобонгу ещё в доисторические времена, однако в процессе археологических раскопок до сих пор не было найдено ничего, что подтверждало бы эту точку зрения.
Территория впервые упоминается в исторических записях государства Пэкче периода правления вана Кои (кор. 고이왕, годы правления: 234—286), который установил над нынешним Тобонгу свою власть в рамках расширения территории Пэкче в южном направлении.
С древности район известен своим стратегическим положением — вход в район с севера расположен между двумя горами: Тобонсан и Сураксан — и хорошими условиями для земледелия.
После завоевания в 475 году столицы Пэкче Хансона (современный Сеул) ваном Чансу из государства Когурё, территория Тобонгу и уезд Янджу были объединены в уезд Мэсон (кор. 매성군), а в период династии Силла ван Кёндок создал на части территории уезда Янджу новый уезд — Нэсо (кор. 내소군).

### КорёиЧосон
Ван Тхэджо из государства Корё в первой половине X века переименовал уезд Нэсо в Кёнджу (кор. 견주군), а уезд, называвшийся во времена государства Силла Ханьяном, — в Янджу. В Янджу был назначен губернатор, под юрисдикцией которого находился и Кёнджу. В 1018 году, во время правления вана Хёнджона уезд Кёнджу был присоединён к уезду Янджу.
В самом конце XIV века ван Тхэджо из государства Чосон присоединил некоторые территории Тобонгу к крепости Хансон, которые стали её внешними (снаружи крепостных стен) территориями. Как раз тогда, в 1394 году, юго-западнее Тобонгу началось строительство королевского дворца Кёнбоккун. С тех пор по крайней мере часть нынешнего Тобонгу является столичной территорией.

### Новоеиновейшее время
В 1914 году, во время периода японского колониального правления, вся территория современного Тобонгу вошла в состав Сеула.
13 августа 1949 года, через 4 года после обретения Кореей независимости от Японии, в соответствии с планом расширения территории Сеула к нему были присоединены некоторые пригородные территории, которые вместе с частью территории современного Тондэмунгу вошли в состав Сонбукку.
1 января 1963 года часть уезда Янджу была присоединена к Сонбукку.
1 июля 1973 года указом президента Пак Чон Хи Тобонгу был выделен из состава Сонбукку. Тогда Тобонгу состоял из 22 тонов (кор. 동).
1 января 1988 года в соответствии с указом президента Чон Ду Хвана из состава Тобонгу выделился Новонгу.
Современные границы Тобонгу были закреплены 1 марта 1995 года, когда из 18 тонов Тобонгу был образован район Канбукку. В составе Тобонгу в настоящее время находятся 15 тонов.

## Общая характеристика
Общая площадь территории Тобонгу составляет 20,84 км², из них 50 % (10,42км²) занимают зелёные зоны, 39,6 % (8,25 км²) приходится на жилые кварталы, под промышленную зону отведено 8,6 % (1,8 км²), и для коммерческой (торговой) зоны выделено 1,8 % (0,37 км²).
На территории района находятся 49 образовательных учреждений, не считая детских садов. Из них: 46 школ, 1 университет (Женский университет Токсон) и 2 прочих заведения.
Через Тобонгу проходят 4-я и 7-я ветки метро. Общее количество станций — 6.

## Достопримечательности
На северо-западе района, на одной из вершин горы Тобонсан, расположен буддийский храм Манвольса (кор. 망월사), построенный в период правления королевы Сондок государства Силла в 639 году. Неподалёку от Манвольса находится ещё один буддийский храм — Чхончхукса (кор. 천축사), который был построен в 673 году, во время правления вана Мунму, основавшего государство Объединённое Силла.
В квартале Панхак 1(ил)-дон (кор. 방학1동), что на востоке Тобонгу, функционирует специфический Чертовский (или дьявольский) рынок (кор. 방학동 도깨비시장), выполненный в стиле старинных корейских рынков, который является гордостью района.
На юго-западе Тобонгу, в квартале Панхак 3(сам)-дон (кор. 방학동3동) растёт 24-метровое дерево гинкго, которому по разным подсчётам от 800 до 1000 лет.
Ещё юго-западнее этого дерева, в квартале Ссанмун 1(ил)-дон (кор. 쌍문1동) находится Народный музей глиняной посуды (кор. 옹기민속박물관).

## Населённые пункты-побратимы
Внутри страны:
- г. Тонхэ, провинция Канвондо, Республика Корея (с 7 октября 1999)[4]
- уезд Чинан, провинция Чолла-Пукто, Республика Корея (с 10 ноября 1999)[5]
- уезд Хаман, провинция Кёнсан-Намдо, Республика Корея (с 30 сентября 2000)[6]
- уезд Муан, провинция Чолла-Намдо, Республика Корея (с 18 апреля 2008)[7]

За рубежом:
- район Чанпин (кит. 昌平区, пиньинь: Chāngpíng Qū), г. Пекин, Китай (с 23 апреля 1996)[8]